# 霧に棲む悪魔
『霧に棲む悪魔』（きりにすむあくま）は、東海テレビ・国際放映の制作により、2011年4月11日から同年7月1日までフジテレビ系列で平日（月 - 金）の13:30 - 14:00に放送された昼ドラである。平均視聴率4.4%。

## 概要
- 19世紀にヒットしたミステリー小説、ウィルキー・コリンズの『白衣の女』を原案とし、死亡した資産家の父から莫大な財産を受け継ぎ結婚を控えたヒロイン・龍村圭以が精神病院から逃げ出した白い服の女から「婚約者は悪魔」という手紙を受け取り、一族の陰謀に巻き込まれるミステリー作品。主演の入山法子はドラマ初主演、一人二役を演じる。
- キャッチコピーは「その霧の向こうで、何が起こったのか。」。
- 謎解きが多い本格ミステリーロマンス作品だが『途中から見ても分かるよう、工夫を凝らしたい、“タブー”に挑戦したい』と東海テレビ関係者は語っており、制作現場では「新しい昼ドラを作ろう!」が合言葉となっている[2]。

## キャスト
龍村圭以（たつむら けい） - 入山法子
亡くなった父から莫大な資産を受け継いだ令嬢。龍村ファームのオーナー。結婚直前「婚約者は悪魔」と書かれた手紙を受け取る。弓月に惹かれながらも、陽一の誠意あるプロポーズを受け結婚する。しかし、その直後、心不全により急死してしまう。だが、実は死亡したのは霧子であり、本物の圭以の身柄は森田医師に引き取られており、記憶障害を引き起していた。記憶が少しずつ回復していく中で、龍村圭以として生きるかそれとも安原霧子として生きるかで思い悩んでいたが…。
安原霧子（やすはら きりこ）【白い服の女】 - 入山法子（2役）
浅子の娘。圭以の結婚を阻止しようとする謎の女で、圭以と瓜二つの顔をしている。病院関係者に追われている。陽一は悪魔であると警告を繰り返していたが、「ゴシュハシンダ」という言葉を残して姿を消す。実は圭以として埋葬されており、圭以の死が公にされてからは彼女の存在を証明するものは全て消えていた。
北川弓月（きたがわ ゆづき） - 姜暢雄
公演中に足を怪我し挫折したダンサー。踊れないことに絶望し自殺しようと訪れた森の中で白い服の女に魅せられ、その女と瓜二つの圭以と出会い恋に落ちる。圭以と霧子のどちらに惹かれているのか思い悩み、本当に愛していたのは圭以だと気付くが、圭以の幸せのため身を引きファームを後にする。
その後は離島で漁師の手伝いをしていたが、偶然にも圭以の死が報じられた新聞を手にして東京に戻る。再会した晴香と調査を開始する中、森田医師の足取りを掴み彼の病院から霧子とされる女性を連れ出し自身のアパートで晴香を含めた3人で暮らし始める。そして記憶がはっきりしない霧子との何気ないやりとりから、本当は彼女が圭以であることを確信し、何があっても彼女を守る決意をする。
日浦晴香（ひうら はるか） - 京野ことみ
圭以の異父姉。売れない作曲家だった父の死後、母（稀世）の連れ子として龍村家にやって来た。妹である圭以の面倒をよく見る反面、才能・容姿等の全てに関し圭以にコンプレックスを持つ。弓月に惹かれていたが圭以のためにその思いを言い出せないままいた。弓月から聞いた霧子の話に興味を示す。圭以の死が発覚するとそのことに不審を抱き弓月と再会して調査を開始すると、病院から身柄を引き取った霧子に圭以の面影を感じ、彼女のために奔走する。弓月への想いを断ちきった後は、玄洋から身体を張って守ってくれた上、龍村ファームを依子から取り返す協力をしてくれた影山と両想いのようになる。
御田園陽一（みたぞの よういち） - 戸次重幸
圭以の婚約者。大学教授の息子で関西出身。かつてチェリストを目指していた若手起業家。過去に火災で家や両親を失っている。親同士の決めた婚約を白紙に戻しながらも圭以にプロポーズし、結婚。そのまま、事実上龍村家の当主となる。だが、礼司の三回忌法要の際にある事がきっかけで参列者に偽物の御田園陽一ではという疑惑を持たれ、姿を晦ます。
その後、彼の運転する車が海に落ちたという知らせが届くが、実は依子に引き取られており、生前の霧子のごとく白い衣装を着て暗躍する。最期はそれまでの自分を悔いて自身が偽物の御田園陽一であり本物は自分とは全く違う良い人であったと言い残す。
龍村玄洋（たつむら げんよう） - 榎木孝明
圭以の伯父。龍村家の長男だが、奇行癖が原因で財産や実権の全ては双子の弟（圭以の父・礼司）が相続している。常に室内で白塗りの化粧をし時計いじりが趣味。独身である。龍村家の財産はもちろん自身の世話をしている晴香までも狙う非道な男で、陽一や弓月を龍村の財産を狙う悪党と称し敵意を見せている。
陽一が仕掛けた監視カメラを逆利用したり美和子にダミーの血液を渡すなどぬかりない性格。圭以に贈った監視カメラ付きの時計から霧子の死に関する秘密を握り、そのデータを保存したUSBメモリを武器に陽一に立ち向かう。圭以が霧子として礼司の三回忌法要に姿を見せると、久しぶりに部屋から飛び出しその女は圭以にあらずとして自らが龍村家の当主になると宣言した。その後、影山との揉み合いで軽い傷を負い療養していたが、屋敷を訪れた浅子が霧子の秘密を聞き、それまでの罪を懺悔するかのように彼女の墓前で泣き崩れた。
蓮見依子（はすみ よりこ） - 中田喜子
レストラン「ロータス」のオーナー経営者。御田園に寄り添う社交界の華。圭以を「時価400億円の女」と称す。実は彼女の母親は愛人であり、父親に引き取られた際に本妻の子供にいじめられたことから、苦労もしない金持ちを嫌う。陽一を利用して龍村の財産を狙っており、圭以を悲しみのどん底に突き落とそうとする。陽一が事故に遭う直前に彼と入籍したことで、本格的に遺産相続に参加する。ファームをオーベルジュに改築する計画を立てるが、圭以が自身の生存を公表したことですべての計画が白紙になる。圭以からは刑事告訴されなかった。
影山仁（かげやま ひとし） - 大沢樹生
陽一の顧問弁護士。蓮見依子の愛人でもあるため、陽一の命令に従うと見せかけ依子のために動いていた。誰にも本当の自分を見せずポーカーフェイスを貫いていたが、晴香に惹かれていき彼女の前では少しずつ感情を露わにするようになる。依子側から寝返りUSBメモリを盗み出すために晴香と共に龍村の屋敷に乗り込むが、玄洋と揉み合いになった際に腹を刺され重傷を負う。満身創痍の状態で晴香に最後の作戦を託し、作戦成功の知らせを聞く意識を失い病院に運ばれるが手術で一命は取り留める。依子と手を切った上で弁護士を辞め、海外で暮らすことにし、晴香に海外から葉書を送っていた。
木島誠吾（きじま せいご） - 鶴田忍
龍村家顧問弁護士。代々龍村家に仕えており、圭以や晴香から信頼されている。
唐木田翔（からきだ しょう） - 石井智也
木島のもとで働く弁護士の卵。依子に龍村ファームの抵当権に関する書類を渡してしまう失態を犯す。その後、弓月たちの依頼を受け、木島にも内緒に御田園陽一の過去について調査を開始する。
荻野克次（おぎの かつじ） - 逢坂じゅん
龍村ファームの使用人。チーズ作りの責任者。チーズ工房の異物混入事件の際に助けられたことから、陽一には頭が上がらないでいる。安原親子とは面識があり、古い友人に病院から脱走した霧子の世話を頼んでいた。龍村家の関するある秘密を握っているため、圭以にファームへ戻ってほしいと頼む。
萩野美知子（おぎの みちこ） - 広岡由里子
龍村ファームの使用人、克次の娘。料理上手。克次からは龍村家や霧子のことを聞かされていなかった。圭以の無事を知ると晴香の頼みでDNA鑑定をするために玄洋に近づく。
鹿野良夫（しかの よしお） - 本村健太郎
龍村ファームに出入りする運送屋。能天気な性格で法律には詳しくないらしい。
宮下時彦（みやした ときひこ） - 矢島健一
龍村貴金属の社長。圭以の亡父（礼司）の旧友。グループの経営に口を挟む陽一にうんざりしている。
宮下寿々子（みやした すずこ） - 駒塚由衣
宮下の妻。晴香に見合いを薦める。
対馬諭吉（つしま ゆきち） - 斉藤暁
道路工事作業員。泥酔してケガをした弓月を介抱したことが縁で、弓月の面倒を見ることに。無愛想だが人情ある人物。
安原浅子（やすはら あさこ） - 岡まゆみ
霧子の母親。かつて御田園家で家政婦をしていた上、龍村の屋敷にも訪れたことがある。当初は霧子の事を語ろうとせず、彼女の死後は行方を晦ましていた。「安原美和」の偽名を使い高級ブティックのオーナーとして身を潜めていたが、弓月のダンサー仲間・秋山と知り会いだったために、弓月と再会を果たす。娘が弓月に騙され別の人間として生きていると吹き込まれて彼のアパートを訪れ、記憶が混乱した状態の圭以と出会う。霧子が残した「ゴシュハシンダ」の意味を知る数少ない人物。
平木麻里（ひらき まり） - 田島ゆみか
陽一が家事に不慣れな圭以の手助けになればと思って雇った家政婦。医大生だが学費捻出のため現在は休学している。素直で仕事熱心な表の顔とは別の裏の顔を持つ。陽一に取引きを持ちかけられ彼の養子となり、裕福な暮らしを送る。しかし、霧子に関する秘密を握ったことで狙われるようになる。依子が陽一と入籍すると、秘書として彼女に引き取られる。最終的には金持ちの養子などこりごりと思うようになり、養子縁組を取り消した。
森田（もりた） - 芦川誠
霧子の主治医である精神科病院長。陽一の命令で霧子を患者として匿っていた。実は勤務医時代に霧子の主治医になっており、克次の元から脱走した霧子の身柄を引き取るが、直後に不整脈の発作が出てしまい、そのまま彼女の最期を看取る。その後は暗示により圭以の記憶を操作し、霧子として入院させた。弓月に詰め寄られると、自身の知る事を全て話し妻子のため院長を退くわけにはいかないと言い去っていった。
乃中花恵（のなか はなえ） - 松田沙紀
森田の病院で霧子の世話をしていた女性。ナース服を着ているが実は看護師ではなく患者で、看護師を目指している際に失恋したことがきっかけで精神病を患っていた。密かに弓月に手を貸し、病院に匿われていた霧子を連れ出す。最後は「こんな自分でも誰かの役に立てた」と喜んでいた。
秋山（あきやま） - 城戸裕次
怪我のため弓月が降板した舞台の代役として選ばれたダンサー。その舞台が好評となり一躍人気ダンサーとなった。それは怪我でダンサー生命を絶たれた弓月に精神的に追い詰める原因となる。浅子と知り合い。浅子を追ってやってきた弓月と偶然再会。後に自分に依頼されていた海外での振り付けの仕事を弓月に譲る。
ほか

## スタッフ
- 企画：西本淳一（東海テレビ）
- 原案：「白衣の女」ウィルキー・コリンズ
- 脚本：金谷祐子
- 音楽：羽岡佳
- 広報：渡辺秀彦（東海テレビ）、山本章子（東海テレビ）
- 演出：松田礼人（ドリマックス）、木内健人（5年D組）、奥村正彦
- プロデューサー：風岡大（東海テレビ）、河角直樹（国際放映）
- 制作：東海テレビ、国際放映

## 主題歌
- 倉木麻衣「もう一度」（NORTHERN MUSIC）